# Tettnanger Wald

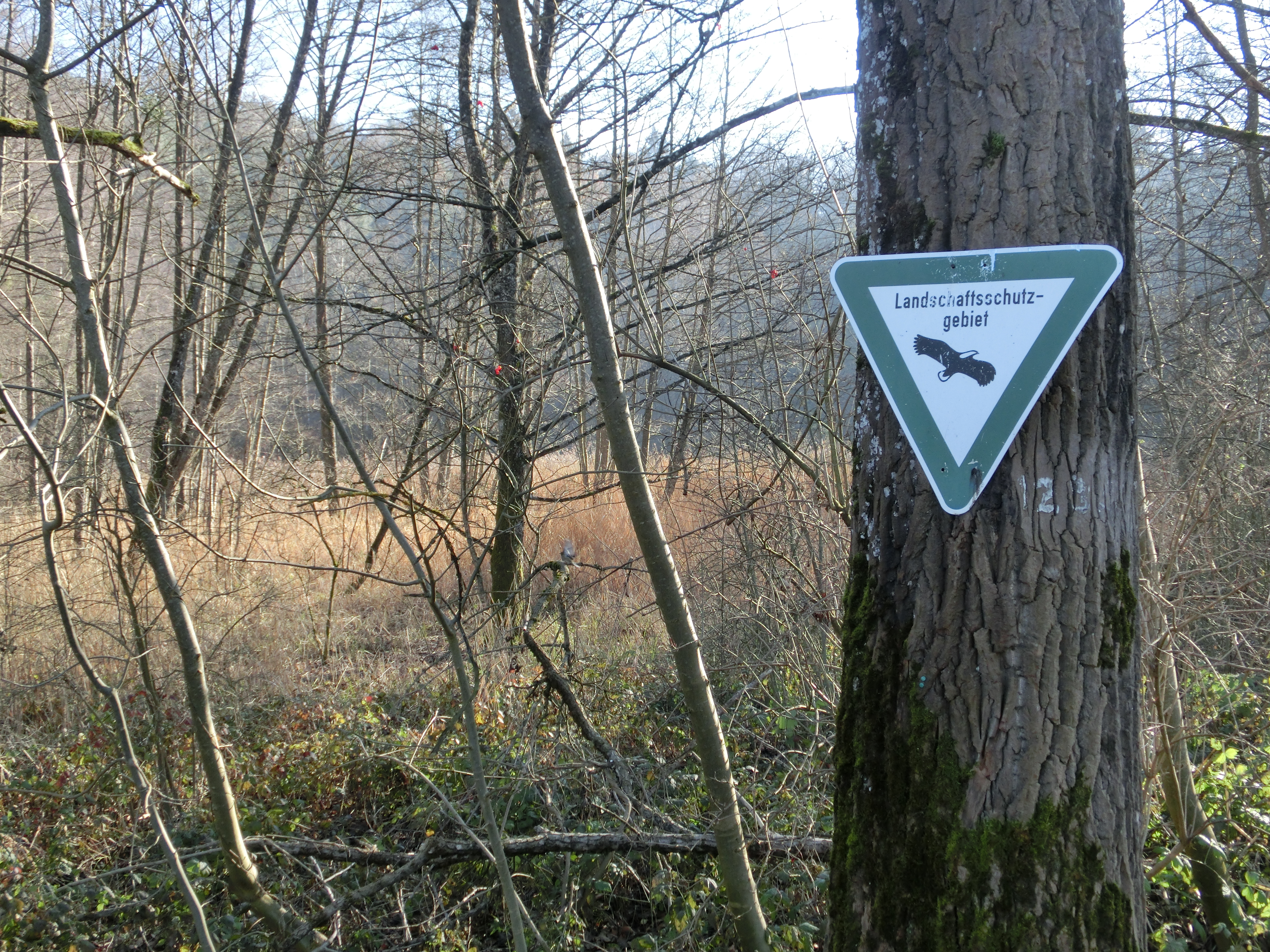
Landschaftsschutzgebiet „Tettnanger Wald“ beim Wanderparkplatz Hagenbuchen

Der Tettnanger Wald ist ein Waldgebiet und ein gleichnamiges Landschaftsschutzgebiet auf dem Gebiet der Stadt Tettnang sowie der Gemeinden Eriskirch, Kressbronn und Langenargen im baden-württembergischen Bodenseekreis.

## Lage
Der Tettnanger Wald umschließt ein Gebiet zwischen den Langenargener Ortsteilen Bierkeller, Oberdorf, Tuniswald, den zu Eriskirch gehörenden Ortsteilen Moos, Schlatt, Mariabrunn,  Schussenreute und Braitenrain, den Tettnanger Ortsteilen Kau, Hagenbuchen, Reutenen, Neuhäusle, Tannau und Laimnau sowie dem Kressbronner Ortsteil Gießenbrücke.

In Nordost-Südwest-Richtung (Tuniswald-Tannau) erstreckt sich das Gebiet über etwa neun Kilometer, in Nordwest-Südost-Richtung (Kau-Gießenbrücke) rund 4,6 Kilometer. Die höchste Erhebung ist der Argenhardter Kopf mit einer Höhe von 549 m ü. NN.

## Name und Geschichte
Ein früherer Name, der noch aus der Zeit der Zugehörigkeit zum Schweizer Herrschaftsgebiet auf der gegenüberliegenden Seeseite gehört, lautet Argenhardt oder Argenhard, wobei Hard das mittelhochdeutsche Wort für Wald ist und der Wortteil Argen den gleichnamigen Fluss unweit des Waldes meint, dessen Namen gemeinsame Wurzeln mit dem schweizerischen Aargau hat. Dieser Begriff ist noch heute im Namen einer kleinen Ansiedlung, die auf eine ehemalige Zelle der Paulinereremiten zurückgeht, präsent.
Anderen Quellen zufolge soll es sogar zwei benachbarte, wenn auch kleine Zellen im Tettnanger Wald gegeben haben. Diese sind das Paulinerkloster oder die Obere Zelle (Waldbrüder 1355–1359, Pauliner-Eremiten 1359–1652) wie heute noch zu sehen, und das Waldbrüderhaus oder die Untere Zelle (Waldbrüder um 1291 bis etwa 1425), aber heute nicht mehr lokalisierbar.
Das Hauptstaatsarchiv Stuttgart fasst die Geschichte des Paulineransiedlung (1359–1736) auf Basis von Findmitteln unter der Ziffer B 365 wie folgt zusammen:
„Das 1359 errichtete Paulinereremitenkloster Argenhardt wurde seit 1598 von dem Paulinereremitenkloster Langnau aus verwaltet, 1672 diesem eingegliedert und 1786 mit ihm aufgehoben.“
Des Weiteren sind Archivalien aus Argenhardt angeführt, die 1835 vom bayerischen Reichsarchiv in München extradiert worden sind.
Argenhardt ist heute eine kleine Ansammlung von landwirtschaftlichen Wohn- und Stallgebäuden, umgeben von Obst- und Weidewiesen, gelegen in einem Talkessel der von Wald umstanden ist. Die einzige Zufahrt zum Ort, von unwegsamen Feldwegen abgesehen, führt von einem Abzweig der alten Tettnanger Landstraße (über längere Strecke parallel zur B467) die den Tettnanger Wald durchschneidet, mit Einstieg bei Tettnang am Gasthof „Grüner Baum“ in Reutenen oder am Ort Gießenbrücke an der Argen, unweit des ehemaligen, heute verlandeten Wasserschlosses Gießen im Kressbronner Ortsteil Gießen.
Seit 1963 findet im Tettnanger Wald ein umfangreicher Kiesabbau statt.

### Historische Berichte
In der Beschreibung des historischen Oberamts Tettnang findet sich folgende Passage:
„6. Besonders benannte Bezirke
gibt es nicht, wenn wir nicht etwa den Argenhard hieher nehmen wollen, einen großen Waldbezirk zwischen Langenargen, Oberdorf, Laimnau, Tannau, Tettnang und Mariabronn, jetzt Tettnanger Wald genannt.“
Im Weiteren wird die folgende Geschichte für das Kloster Langnau und das darin bald eingebundene Argenhardt aufgeschlüsselt:
„13. Gemeinde Langnau
[…] Im Jahr 1389 vertauschte der Abt Walter von Schaffhausen das Priorat [Anm.: von Langenargen] mit allen dazu gehörigen Leuten, Gütern und Gülten an den Grafen Heinrich von Montfort-Tettnang, und dessen Sohn Rudolph, Herrn zu Scheer, gegen die Leute und Güter zu Frickenweiler und Hunoldsweiler. Das Benedictiner-Priorat wurde nun aufgehoben, und Graf Heinrich und seine beiden Söhne Rudolph und Wilhelm stifteten dagegen ein neues selbständiges Kloster, das sie mit den Gütern des vorigen und der Pfarrei Hiltensweiler den Paulinern der obern Zelle zu Argenhard (s. Argenh.) am 24. April 1405 unter der Bedingung übergaben, daß der Orden daselbst immer 5 Priester halte und den jedesmaligen Inhaber der Grafschaft Tettnang als seinen Vogt anerkenne. Papst Gregor XII. bestätigte 1406 die Stiftung. Die Besitzungen des Kl. vermehrten sich durch Schenkungen und Käufe; zwar erlitt dasselbe manche Unbilden, insbesondere im Bauernkrieg (1525) von den eigenen Klosterunterthanen, an deren Spitze der Pfarrer von Esseratsweiler stand, und ebenso im dreißigjährigen Krieg, wo es eine Zeit lang ganz verlassen war; doch erholte es sich immer wieder. Das Kloster stand unter Montfortischer Hoheit, übte jedoch vertragsmäßig in seinen Besitzungen sowohl das Collectationsrecht als die Niedergerichtsbarkeit aus. Die Besitzungen umfaßten den größten Theil des jetzigen Gemeindebezirks Langnau, sodann verschiedene Güter und Gefälle in fremdherrschaftlichen Orten. Bei der Aufhebung des Klosters wurde sein Vermögen, einschließlich von 7520 fl. [Anm.: Gulden] Capitalien, zu 99.310 fl. berechnet. Das ganze Vermögen wurde zu dem Östr. Religionsfonds eingezogen. Die Klostergebäude nebst dem eigenthümlichen Klosterhof, Bauhof genannt, wurden mit Ausnahme der Kirche [Anm.: lt. Kontext in Hiltensweiler] und eines Flügels von dem Kloster für 13.800 fl. verkauft.“
Zur Oberen Zelle in Argenhardt gehörte auch eine eigene Kapelle, die als Bauwerk noch heute erhalten ist:
„Nach der Aufhebung des Klosters Langnau 1786/87 wurde der Argenhardter Hof als Erbpachtgut verkauft und 1829 in zwei Teile getrennt. Das Schiff der Kapelle wurde zu Stall und Scheuer, der Chor zu einem Wohnhaus umgebaut. In den heutigen Umbauten sind das ehemalige zweistöckige Hauptgebäude und die Kapelle mit halbrundem Chorschluss noch erkennbar.“ ELMAR L. KUHN
Im Werk Geographisches statistisch-topographisches Lexikon von Schwaben (Ulm, 1791) findet sich die folgende Erwähnung:
„Argenhard, Eremitenkloster in der Grafschaft Tettnang, das aber wahrscheinlich jezt aufgehoben ist.“
Das Werk selbst bezeichnet sich indirekt als unvollständig, da sowohl das Bistum Augsburg und einige Ritterkantone ihren Experten verboten hatten zum Werk bei zu tragen.
Das Königlich-württembergisches Hof- und Staatshandbuch (1828) listet Argenhard im Kapitel D. Bezirks- und Ortsverwaltung, IV. Donau-Kreis, 12. Oberamt Tettnang auf Seite 431 in der Rubrik 20. Tannau als einen Hof mit einer Einwohnerzahl von 3.

## Nutzung

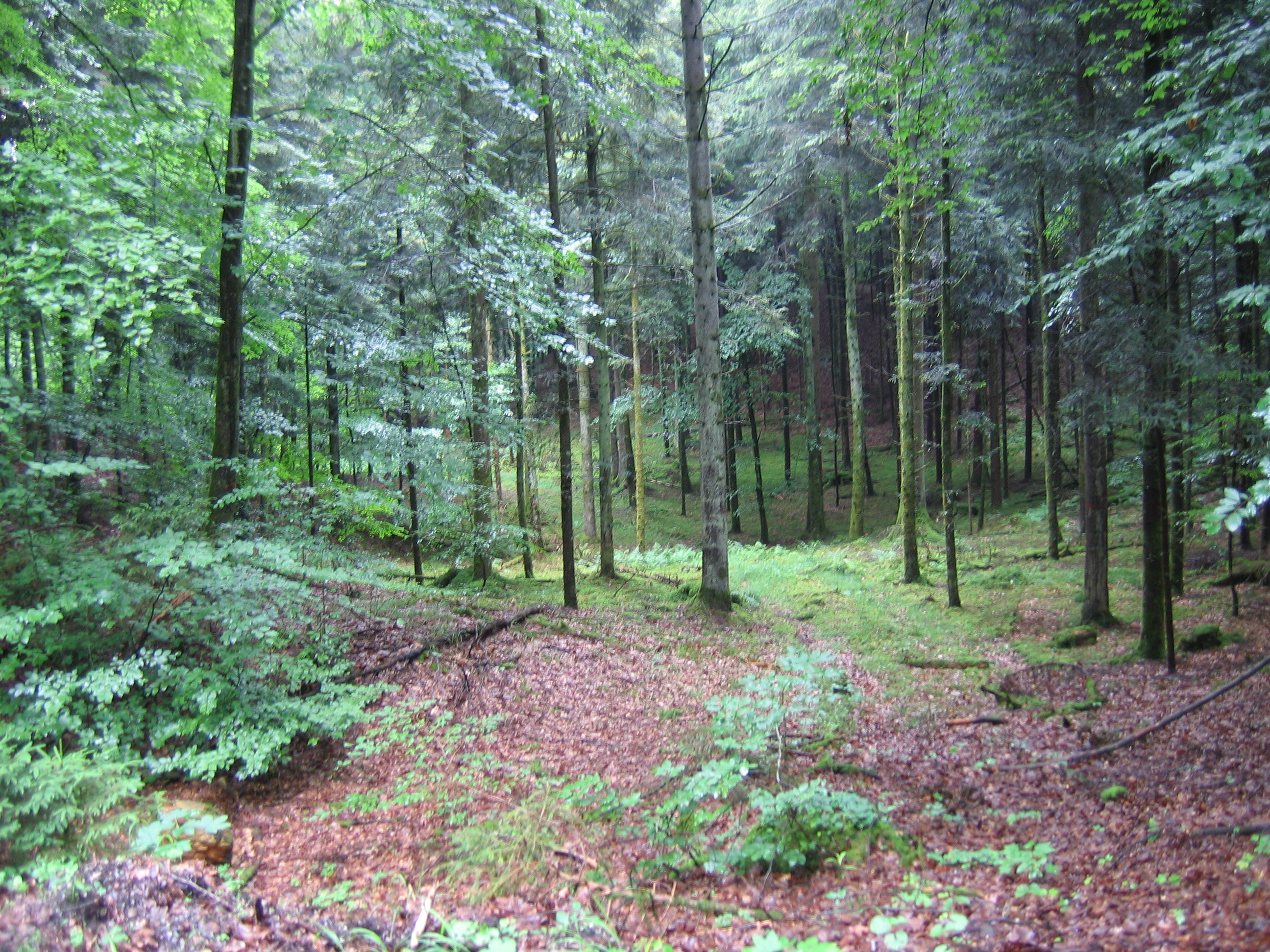
Geowanderweg:
Blick in das Toteisloch

Die Bewaldung besteht überwiegend aus einer Mischung zwischen Fichten, Kiefern und Buchen (Waldentwicklungstyp: sog. Bodenseetyp), wobei Tannen, Lärchen, Eichen und andere heimische Baumarten beigemischt sind. Wildbestand ist gegeben. Ein mäßiger Forstbetrieb wird praktiziert. Der Boden des Gebiets weist starke eiszeitliche Kiesmengen auf. An einzelnen Punkten wurde bzw. wird Abbau betrieben.

## Freizeit und Tourismus
Der Wald selbst dient der Bevölkerung als Wandergebiet; vorgelagerte Waldparkplätze beim Tettnanger Ortsteil Schäferhof, bei Hagenbuchen und andere Stellen erleichtern den Einstieg. Rastpunkte und Erlebniseinrichtungen in Form eines Trimm-dich-Pfads sind in verschiedene Pflegestadien vorhanden. Auch unter Mountainbikern ist der Wald bekannt, unter anderem wird auch ein Fliegerdenkmal erwähnt.

### Wanderwege
Durch den Tettnanger Wald verläuft unter anderem der östliche, von Brochenzell über die Tettnanger Stadtmitte herführende Zweig des Oberschwäbischen Jakobwegs, dessen Ziel nach Durchquerung der Kressbronner Ortsteile Gießenbrücke, Atlashofen und Gattnau die St. Jakobus-Kapelle im bayerischen Nonnenhorn ist.
Der Geowanderweg Tettnang ist ein geologischer Lehrpfad im Tettnanger Wald. An zehn Stationen werden dem Wanderer interessante Einblicke in die geologischen Schichten des Tettnanger Waldes gezeigt. Der im Juni 2008 eingeweihte Weg ist Teil des Oberschwäbischen Geoinformationsnetzwerks.

## Schutzgebiete

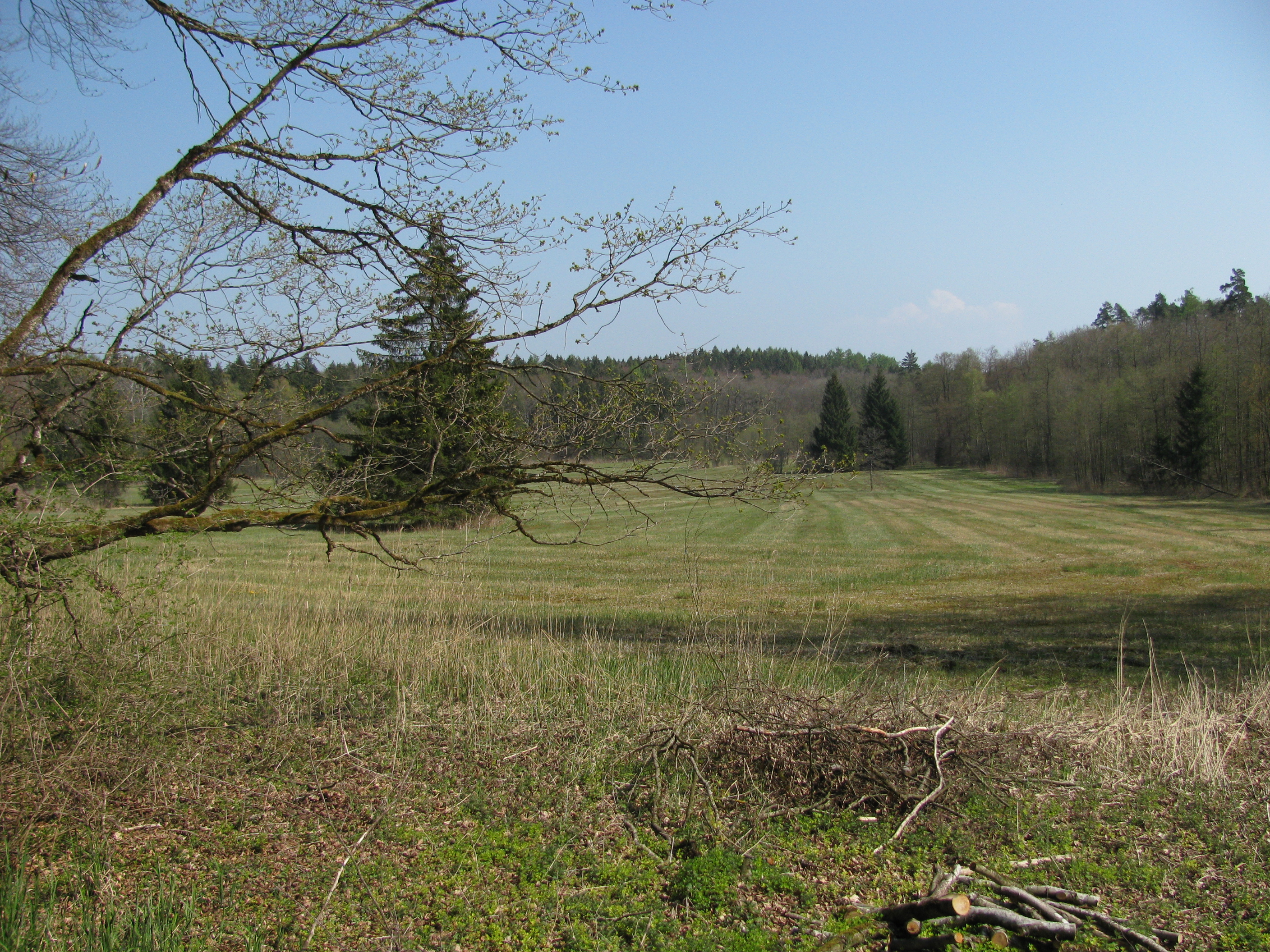
Das NSG „Birkenweiher“ nach der Frühjahrsmahd

Das Landschaftsschutzgebiet „Tettnanger Wald mit Hochwacht, Krüntenbühl, Reichenbühl, Argenhardter Kopf, Schoos und Steilrand des Argentales an dem Schwandenbogen“ wurde am 19. September 1954 verordnet und unter der LSG-Nummer 4.35.021 mit insgesamt 701 Hektar geführt. Es ist damit ein Nachbar zu den klimahistorisch bedeutsamen, ebenfalls landschaftsschutzlich bedachten Gebiet „Eiszeitliche Ränder des Argentals mit Argenaue“ (LSG-Nr.: 4.35.040; 1.621 ha). Innerhalb des Tettnanger Walds liegt das Naturschutzgebiet Birkenweiher.